# Progression des records panaméricains de cyclisme sur piste
Ci-dessous la progression des records panaméricains en cyclisme sur piste, reconnus par la Confédération panaméricaine de cyclisme.

## Records élites masculins

### Départ lancé

#### 200 mètres
| Temps   | Cycliste        | Pays              | Date              | Compétition                                              | Lieu                    | Ref   |
| ------- | --------------- | ----------------- | ----------------- | -------------------------------------------------------- | ----------------------- | ----- |
| 9 s 865 | Curt Harnett    | Canada            | 28 septembre 1995 | Championnats du monde de cyclisme sur piste 1995         | Bogota, Colombie        | ,     |
| 9 s 709 | Hersony Canelón | Venezuela         | 9 février 2013    | Championnats panaméricains de cyclisme sur piste de 2013 | Mexico, Mexique         | [ 3 ] |
| 9 s 643 | Njisane Phillip | Trinité-et-Tobago | 6 décembre 2013   | Coupe du monde de cyclisme sur piste 2013-2014           | Aguascalientes, Mexique | [ 4 ] |
| 9 s 487 | Fabián Puerta   | Colombie          | 7 octobre 2016    | Championnats panaméricains de cyclisme sur piste de 2016 | Aguascalientes, Mexique | [ 5 ] |
| 9 s 429 | Fabián Puerta   | Colombie          | 31 mai 2018       | Jeux sud-américains de 2018                              | Cochabamba, Bolivie     | [ 6 ] |
| 9 s 378 | Nicholas Paul   | Trinité-et-Tobago | 31 août 2018      | Championnats panaméricains de cyclisme sur piste de 2018 | Aguascalientes          | [ 7 ] |
| 9 s 100 | Nicholas Paul   | Trinité-et-Tobago | 6 septembre 2019  | Championnats panaméricains 2019                          | Cochabamba              | [ 8 ] |

### Départ arrêté

#### 750 mètres par équipes
| Temps    | Cyclistes                                    | Pays       | Date            | Compétition                                              | Lieu                    | Ref    |
| -------- | -------------------------------------------- | ---------- | --------------- | -------------------------------------------------------- | ----------------------- | ------ |
| 44 s 707 | Dean Tracy Jimmy Watkins Michael Blatchford  | États-Unis | 1er mai 2011    | Championnats panaméricains de cyclisme de 2011           | Medellín, Colombie      | [ 9 ]  |
| 43 s 188 | Hersony Canelón César Marcano Ángel Pulgar   | Venezuela  | 17 octobre 2011 | Jeux panaméricains de 2011                               | Guadalajara, Mexique    | [ 10 ] |
| 43 s 011 | Hersony Canelón César Marcano Ángel Pulgar   | Venezuela  | 5 décembre 2013 | Coupe du monde de cyclisme sur piste 2013-2014           | Aguascalientes, Mexique | [ 11 ] |
| 42 s 772 | Rubén Murillo Fabián Puerta Santiago Ramírez | Colombie   | 5 octobre 2016  | Championnats panaméricains de cyclisme sur piste de 2016 | Aguascalientes, Mexique | [ 12 ] |

#### Kilomètre contre-la-montre
| Temps         | Cycliste           | Pays              | Date             | Compétition                                              | Lieu                    | Ref    |
| ------------- | ------------------ | ----------------- | ---------------- | -------------------------------------------------------- | ----------------------- | ------ |
| 1 min 1 s 376 | Ahmed López        | Cuba              | 11 août 2002     | Coupe du monde de cyclisme sur piste 2002                | Kunming, Chine          |        |
| 1 min 0 s 995 | Cristopher Sellier | Trinité-et-Tobago | 13 mai 2010      | Championnats panaméricains de cyclisme de 2010           | Aguascalientes, Mexique | [ 13 ] |
| 1 min 0 s 349 | Fabián Puerta      | Colombie          | 8 février 2013   | Championnats panaméricains de cyclisme sur piste de 2013 | Mexico, Mexique         | [ 14 ] |
| 59 s 955      | Fabián Puerta      | Colombie          | 7 décembre 2013  | Coupe du monde de cyclisme sur piste 2013-2014           | Aguascalientes, Mexique | [ 15 ] |
| 59 s 135      | Santiago Ramírez   | Colombie          | 6 octobre 2016   | Championnats panaméricains de cyclisme sur piste de 2016 | Aguascalientes, Mexique | [ 16 ] |
| 58 s 657      | Kevin Quintero     | Colombie          | 2 septembre 2018 | Championnats panaméricains de cyclisme sur piste de 2018 | Aguascalientes          | [ 17 ] |

#### 4000 mètres individuel
| Temps          | Cycliste        | Pays       | Date             | Compétition                                              | Lieu                    | Ref    |
| -------------- | --------------- | ---------- | ---------------- | -------------------------------------------------------- | ----------------------- | ------ |
| 4 min 28 s 205 | Marco Arriagada | Chili      | 19 août 2002     | Championnats panaméricains de cyclisme de 2002           | Quito, Équateur         | [ 18 ] |
| 4 min 15 s 160 | Taylor Phinney  | États-Unis | 26 mars 2009     | Championnats du monde de cyclisme sur piste 2009         | Pruszków, Pologne       | [ 19 ] |
| 4 min 13 s 007 | Edison Bravo    | Chili      | 7 octobre 2016   | Championnats panaméricains de cyclisme sur piste de 2016 | Aguascalientes, Mexique | [ 20 ] |
| 4 min 7 s 251  | Ashton Lambie   | États-Unis | 31 août 2018     | Championnats panaméricains de cyclisme sur piste de 2018 | Aguascalientes, Mexique | [ 21 ] |
| 4 min 6 s 407  | Ashton Lambie   | États-Unis | 6 septembre 2019 | Championnats panaméricains 2019                          | Cochabamba              | [ 22 ] |
| 4 min 5 s 423  | Ashton Lambie   | États-Unis | 6 septembre 2019 | Championnats panaméricains 2019                          | Cochabamba              | [ 8 ]  |

#### 4000 mètres par équipes
| Temps          | Cyclistes                                                         | Pays       | Date            | Compétition                                              | Lieu                    | Ref    |
| -------------- | ----------------------------------------------------------------- | ---------- | --------------- | -------------------------------------------------------- | ----------------------- | ------ |
| 4 min 6 s 73   | Conrad Zach Dirk Copeland Mariano Friedick Adam Laurent           | États-Unis | 22 octobre 1995 |                                                          | Paris, France           |        |
| 4 min 4 s 826  | Juan Esteban Arango Arles Castro Weimar Roldán Edwin Ávila        | Colombie   | 13 mai 2010     | Championnats panaméricains de cyclisme de 2010           | Aguascalientes, Mexique | [ 23 ] |
| 3 min 59 s 412 | Juan Pablo Suárez Arles Castro Weimar Roldán Edwin Ávila          | Colombie   | 13 mai 2010     | Championnats panaméricains de cyclisme de 2010           | Aguascalientes, Mexique | ,      |
| 3 min 59 s 055 | Juan Esteban Arango Arles Castro Weimar Roldán Edwin Ávila        | Colombie   | 17 octobre 2011 | Jeux panaméricains de 2011                               | Guadalajara, Mexique    | [ 10 ] |
| 3 min 55 s 362 | Juan Esteban Arango Brayan Sánchez Eduardo Estrada Wilmar Paredes | Colombie   | 5 octobre 2016  | Championnats panaméricains de cyclisme sur piste de 2016 | Aguascalientes, Mexique | [ 12 ] |
| 3 min 53 s 868 | Eric Young Gavin Hoover Ashton Lambie Colby Lange                 | États-Unis | 30 août 2018    | Championnats panaméricains de cyclisme sur piste de 2018 | Aguascalientes          | [ 26 ] |
| 3 min 52 s 420 | Vincent De Haître Derek Gee Adam Jamieson Jay Lamoureux           | Canada     | 18 janvier 2019 | Coupe du monde de cyclisme sur piste 2018-2019           | Cambridge               | [ 27 ] |

### Record de l'heure
| Distance  | Cycliste     | Pays       | Date              | Compétition | Lieu                         | Ref    |
| --------- | ------------ | ---------- | ----------------- | ----------- | ---------------------------- | ------ |
| 51,505 km | Norman Alvis | États-Unis | 26 septembre 1997 |             | Colorado Springs, États-Unis |        |
| 53,037 km | Tom Zirbel   | États-Unis | 16 septembre 2016 |             | Aguascalientes, Mexique      | [ 28 ] |

## Records élites féminins

### Départ lancé

#### 200 mètres
| Temps    | Cycliste         | Pays     | Date             | Compétition                                              | Lieu                    | Ref    |
| -------- | ---------------- | -------- | ---------------- | -------------------------------------------------------- | ----------------------- | ------ |
| 11 s 010 | Lori-Ann Muenzer | Canada   | 20 août 2002     | Championnats panaméricains de cyclisme de 2002           | Quito, Équateur         | [ 29 ] |
| 10 s 862 | Lisandra Guerra  | Cuba     | 13 mai 2010      | Championnats panaméricains de cyclisme de 2010           | Mexico, Mexique         | [ 30 ] |
| 10 s 756 | Juliana Gaviria  | Colombie | 8 février 2013   | Championnats panaméricains de cyclisme sur piste de 2013 | Mexico, Mexique         | [ 31 ] |
| 10 s 744 | Lisandra Guerra  | Cuba     | 8 février 2013   | Championnats panaméricains de cyclisme sur piste de 2013 | Mexico, Mexique         | [ 30 ] |
| 10 s 474 | Jessica Salazar  | Mexique  | 8 octobre 2016   | Championnats panaméricains de cyclisme sur piste de 2016 | Aguascalientes, Mexique | [ 32 ] |
| 10 s 449 | Martha Bayona    | Colombie | 1er juin 2018    | Jeux sud-américains de 2018                              | Cochabamba, Bolivie     | [ 33 ] |
| 10 s 415 | Martha Bayona    | Colombie | 30 août 2018     | Championnats panaméricains de cyclisme sur piste de 2018 | Aguascalientes, Mexique | [ 34 ] |
| 10 s 360 | Martha Bayona    | Colombie | 5 septembre 2019 | Championnats panaméricains de cyclisme sur piste de 2019 | Cochabamba, Bolivie     | [ 35 ] |
| 10 s 344 | Daniela Gaxiola  | Colombie | 5 septembre 2019 | Championnats panaméricains de cyclisme sur piste de 2019 | Cochabamba, Bolivie     | [ 35 ] |
| 10 s 154 | Kelsey Mitchell  | Canada   | 5 septembre 2019 | Championnats panaméricains de cyclisme sur piste de 2019 | Cochabamba, Bolivie     | [ 35 ] |

### Départ arrêté

#### 500 mètresindividuels
| Temps    | Cycliste        | Pays    | Date            | Compétition                                              | Lieu                    | Ref    |
| -------- | --------------- | ------- | --------------- | -------------------------------------------------------- | ----------------------- | ------ |
| 34 s 647 | Yumari González | Cuba    | 20 août 2002    | Championnats panaméricains de cyclisme de 2002           | Quito, Équateur         | [ 29 ] |
| 33 s 879 | Lisandra Guerra | Cuba    | 26 juillet 2009 | Championnats panaméricains de cyclisme de 2009           | Mexico, Mexique         | [ 36 ] |
| 33 s 390 | Lisandra Guerra | Cuba    | 11 mai 2010     | Championnats panaméricains de cyclisme de 2010           | Aguascalientes, Mexique | [ 37 ] |
| 33 s 272 | Lisandra Guerra | Cuba    | 6 février 2013  | Championnats panaméricains de cyclisme sur piste de 2013 | Mexico, Mexique         | [ 38 ] |
| 32 s 268 | Jessica Salazar | Mexique | 7 octobre 2016  | Championnats panaméricains de cyclisme sur piste de 2016 | Aguascalientes, Mexique | [ 20 ] |

#### 500 mètres par équipes
| Temps    | Cyclistes                            | Pays      | Date            | Compétition                                              | Lieu                    | Ref    |
| -------- | ------------------------------------ | --------- | --------------- | -------------------------------------------------------- | ----------------------- | ------ |
| 34 s 244 | Arianna Herrera Lisandra Guerra      | Cuba      | 12 mai 2010     | Championnats panaméricains de cyclisme de 2010           | Aguascalientes, Mexique | [ 39 ] |
| 34 s 075 | Arianna Herrera Lisandra Guerra      | Cuba      | 12 mai 2010     | Championnats panaméricains de cyclisme de 2010           | Aguascalientes, Mexique | ,      |
| 33 s 611 | Daniela Larreal María Esthela Vilera | Venezuela | 17 octobre 2011 | Jeux panaméricains de 2011                               | Guadalajara, Mexique    | [ 10 ] |
| 33 s 584 | Katie O'Brien Monique Sullivan       | Canada    | 16 juillet 2015 | Jeux panaméricains de 2015                               | Milton, Canada          | [ 42 ] |
| 32 s 568 | Jessica Salazar Yuli Verdugo         | Mexico    | 5 octobre 2016  | Championnats panaméricains de cyclisme sur piste de 2016 | Aguascalientes, Mexique | [ 43 ] |

#### 3000 mètres individuels
| Temps          | Cycliste     | Pays       | Date        | Compétition                                              | Lieu                    | Ref    |
| -------------- | ------------ | ---------- | ----------- | -------------------------------------------------------- | ----------------------- | ------ |
| 3 min 22 s 269 | Sarah Hammer | États-Unis | 11 mai 2010 | Championnats panaméricains de cyclisme sur piste de 2013 | Aguascalientes, Mexique | [ 44 ] |
| 3 min 20 s 060 | Chloé Dygert | États-Unis | 3 mars 2018 | Championnats du monde de cyclisme sur piste 2018         | Apeldoorn, Pays-Bas     | [ 45 ] |

#### 3 000 mètrespar équipes
La discipline de la poursuite par équipes est à l'origine disputée avec trois cyclistes sur 3 000 mètres. À partir de la saison 2013-2014, elle est disputée par quatre cyclistes sur 4 000 mètres.
| Temps          | Cycliste                                            | Pays       | Date            | Compétition                                              | Lieu                     | Ref    |
| -------------- | --------------------------------------------------- | ---------- | --------------- | -------------------------------------------------------- | ------------------------ | ------ |
| 3 min 24 s 377 | Yumari González Dalila Rodríguez Yudelmis Domínguez | Cuba       | 27 juillet 2009 | Championnats panaméricains de cyclisme de 2009           | Mexico, Mexique          | [ 46 ] |
| 3 min 19 s 569 | Dotsie Bausch Sarah Hammer Lauren Tamayo            | États-Unis | 12 mai 2010     | Championnats panaméricains de cyclisme sur piste de 2013 | Aguascalientes, Mexique  | [ 47 ] |
| 3 min 19 s 494 | Tara Whitten Jasmin Glaesser Gillian Carleton       | Canada     | 5 avril 2012    | Championnats du monde de cyclisme sur piste 2012         | Melbourne, Australie     | [ 48 ] |
| 3 min 16 s 853 | Sarah Hammer Dotsie Bausch Jennie Reed              | États-Unis | 4 août 2012     | Jeux olympiques 2012                                     | Londres, Grande-Bretagne | [ 49 ] |

#### 4 000 mètrespar équipes
| Temps          | Cycliste                                                      | Pays       | Date              | Compétition                                      | Lieu                              | Ref    |
| -------------- | ------------------------------------------------------------- | ---------- | ----------------- | ------------------------------------------------ | --------------------------------- | ------ |
| 4 min 27 s 083 | Gillian Carleton Laura Brown Jasmin Glaesser Stephanie Roorda | Canada     | 1er novembre 2013 | Coupe du monde de cyclisme sur piste 2013-2014   | Manchester, Grande-Bretagne       | [ 50 ] |
| 4 min 19 s 629 | Gillian Carleton Laura Brown Jasmin Glaesser Stephanie Roorda | Canada     | 5 décembre 2013   | Coupe du monde de cyclisme sur piste 2013-2014   | Aguascalientes, Mexique           | [ 51 ] |
| 4 min 17 s 864 | Allison Beveridge Jasmin Glaesser Kirsti Lay Stephanie Roorda | Canada     | 19 février 2015   | Championnats du monde de cyclisme sur piste 2015 | Saint-Quentin-en-Yvelines, France | [ 52 ] |
| 4 min 14 s 806 | Sarah Hammer Jennifer Valente Chloé Dygert Kelly Catlin       | États-Unis | 4 mars 2016       | Championnats du monde de cyclisme sur piste 2016 | Londres, Grande-Bretagne          | [ 53 ] |
| 4 min 14 s 286 | Sarah Hammer Kelly Catlin Chloé Dygert Jennifer Valente       | États-Unis | 11 août 2016      | Jeux olympiques 2016                             | Rio de Janeiro, Brésil            | [ 54 ] |
| 4 min 12 s 282 | Sarah Hammer Kelly Catlin Chloé Dygert Jennifer Valente       | États-Unis | 13 août 2016      | Jeux olympiques 2016                             | Rio de Janeiro, Brésil            | [ 55 ] |

### Record de l'heure
| Distance  | Cycliste                    | Pays       | Date              | Compétition | Lieu                         | Ref    |
| --------- | --------------------------- | ---------- | ----------------- | ----------- | ---------------------------- | ------ |
| 44,028 km | Carolyn Donnelly            | États-Unis | 29 octobre 1990   |             | Colorado Springs, États-Unis |        |
| 44,173 km | Molly Shaffer Van Houweling | États-Unis | 14 décembre 2014  |             | Carson, États-Unis           | [ 56 ] |
| 46,274 km | Molly Shaffer Van Houweling | États-Unis | 12 septembre 2015 |             | Aguascalientes, Mexique      | [ 57 ] |
| 47,980 km | Evelyn Stevens              | États-Unis | 27 février 2016   |             | Colorado Springs, États-Unis | [ 58 ] |